# Rue Guillaume-Bertrand
La rue Guillaume-Bertrand est une voie du 11e arrondissement de Paris, en France.

## Situation et accès
Cette voie est située entre la rue Saint-Maur et l'avenue de la République.

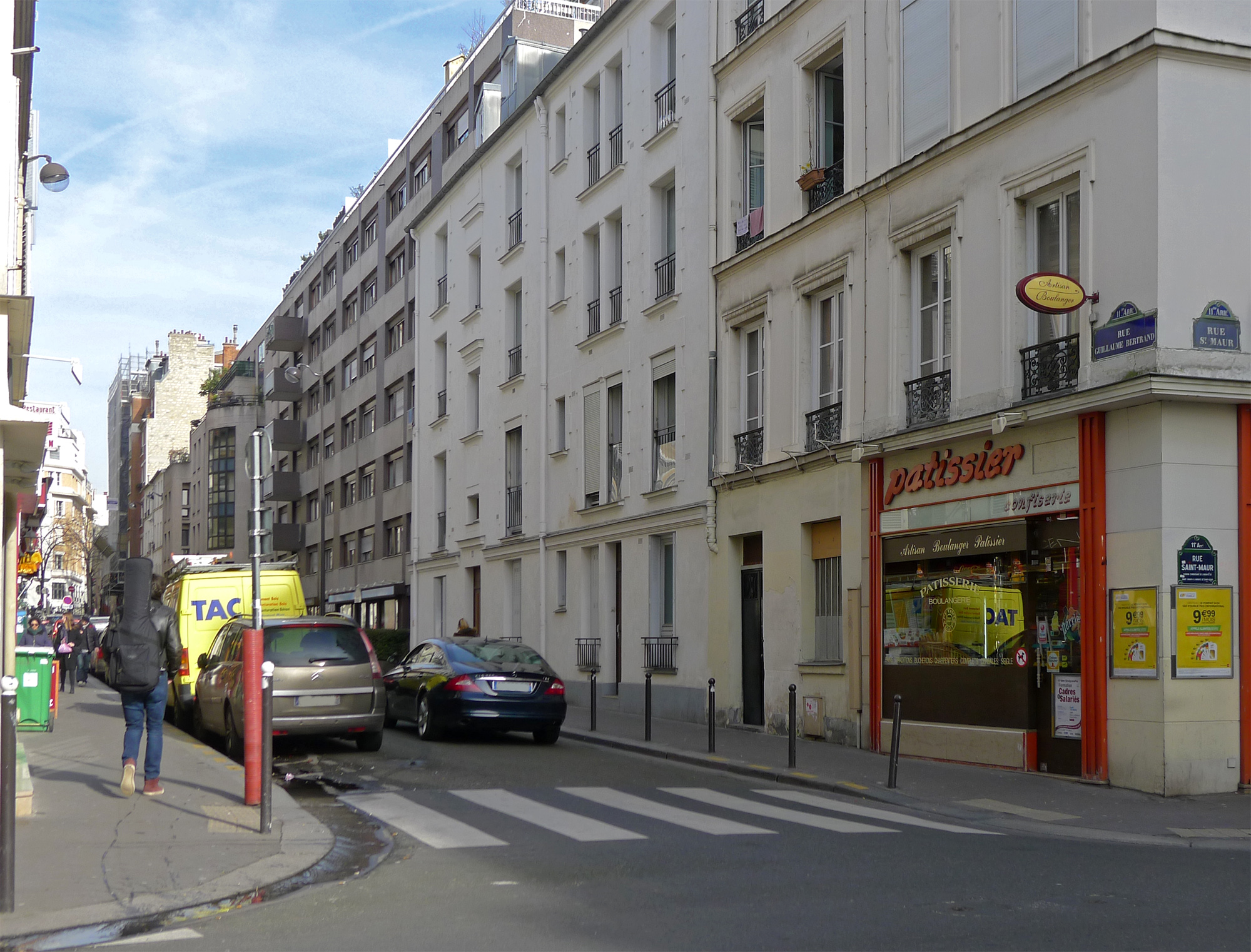
Rue au niveau de la rue Saint-Maur.

## Origine du nom
Cette voie est nommée d'après le nom du propriétaire des terrains, Guillaume Bertrand, sur lesquels la voie a été ouverte.

## Historique
Ouverte vers 1842 sous le nom de « cité Bertrand », elle est classée dans la voirie parisienne par décret du 9 août 1912 puis est nommée « rue Guillaume-Bertrand » par arrêté du 10 septembre 1920.